# Communauté de communes d'Yerville-Plateau de Caux
Pour les articles homonymes, voir Caux (homonymie).
La communauté de communes d'Yerville-Plateau de Caux est une ancienne communauté de communes française, située dans le département de la Seine-Maritime et la région Normandie.

## Historique
L'intercommunalité a été créée par arrêté préfectoral du 30 décembre 2002, qui a pris effet le 1er janvier 2003.
Le projet de schéma départemental de coopération intercommunale présenté par le préfet de Seine-Maritime le 2 octobre 2015 dans le cadre de l'approfondissement de la coopération intercommunale prévu par la Loi portant nouvelle organisation territoriale de la République (Loi NOTRe) du 7 août 2015 prévoit la fusion des deux petites intercommunalités constituées par la communauté de communes d'Yerville-Plateau de Caux  (11 073 habitants et celle du Plateau de Caux-Fleur de Lin (9 366 habitants),.
En conséquence, elle fusionne au 31 décembre 2016 avec la communauté de communes du Plateau de Caux-Fleur de Lin pour former la communauté de communes Plateau de Caux-Doudeville-Yerville.

## Territoire communautaire

### Composition
L'intercommunalité regroupe 19 communes du département de la Seine-Maritime :
| Nom                        | Code Insee | Gentilé         | Superficie (km2) | Population (dernière pop. légale) | Densité (hab./km2) |
| -------------------------- | ---------- | --------------- | ---------------- | --------------------------------- | ------------------ |
| Yerville (siège)           | 76752      | Yervillais      | 10,42            | 2 451 (2014)                      | 235                |
| Ancretiéville-Saint-Victor | 76010      | Ancretiévillais | 11,54            | 393 (2014)                        | 34                 |
| Auzouville-l'Esneval       | 76045      | Auzouvillais    | 5,66             | 363 (2014)                        | 64                 |
| Bourdainville              | 76132      | Bourdainvillais | 5,34             | 460 (2014)                        | 86                 |
| Butot                      | 76149      | Butotais        | 5,51             | 286 (2014)                        | 52                 |
| Cideville                  | 76174      | Cidevillais     | 5,37             | 313 (2014)                        | 58                 |
| Criquetot-sur-Ouville      | 76198      | Criquetotais    | 5,83             | 795 (2014)                        | 136                |
| Ectot-l'Auber              | 76227      | Ectotais        | 5,00             | 630 (2014)                        | 126                |
| Ectot-lès-Baons            | 76228      | Ectotais        | 4,92             | 395 (2014)                        | 80                 |
| Étoutteville               | 76253      | Étouttevillais  | 11,59            | 790 (2014)                        | 68                 |
| Flamanville                | 76264      | Flamanvillais   | 4,48             | 470 (2014)                        | 105                |
| Grémonville                | 76325      | Grémonvillais   | 8,27             | 421 (2014)                        | 51                 |
| Hugleville-en-Caux         | 76370      | Huglevillais    | 9,45             | 428 (2014)                        | 45                 |
| Lindebeuf                  | 76387      | Lindebeuviens   | 4,62             | 395 (2014)                        | 85                 |
| Motteville                 | 76456      | Mottevillais    | 8,68             | 791 (2014)                        | 91                 |
| Ouville-l'Abbaye           | 76491      | Ourvillais      | 7,31             | 655 (2014)                        | 90                 |
| Saint-Martin-aux-Arbres    | 76611      | Saint-Martinais | 5,14             | 326 (2014)                        | 63                 |
| Saussay                    | 76668      | Saussayais      | 5,17             | 379 (2014)                        | 73                 |
| Vibeuf                     | 76737      | Vibeufais       | 8,66             | 637 (2014)                        | 74                 |

## Organisation

### Siège
La communauté de communes a son siège à Yerville, 1 rue Delahaye, mais ses bureaux 33 bis rue Jacques Ferny.

### Élus
La communauté de communes est administrée par son Conseil communautaire, composé, pour la mandature 2014-202, de 35 conseillers municipaux représentant chacune des communes membres sensiblement en proportion de leur population, soit : 

- 9 délégués pour Yerville ;

- 3 délégués pour Criquetot-sur-Ouville et Motteville ;

- 2 délégués pour Ectot-L'Auber, Etoutteville, Ouville-l'Abbaye, Vibeuf ;

- 1 délégué pour les autres villages, qui ont moins de 500 habitants.
Le conseil communautaire d'avril 2014 a réélu son président, Alfred Trassy-Paillogues, maire de Yerville et désigné ses 3 vice-présidents, qui sont : 
1. Michel Fillocque, maire d'Étoutteville, chargé du développement économique ;
2. Alain Petit, maire de Flamanville, chargé des ordures ménagères et de la déchetterie ;
3. René Sagnot, maire de Cideville, chargé du tourisme[5].

Le président, les vice-présidents et 5 autres membres forment le bureau de l'intercommunalité pour la mandature 2014-2020.

### Liste des présidents
| Période | Période | Identité                 | Étiquette   | Qualité |
| ------- | ------- | ------------------------ | ----------- | --- |
| 2003    | 2016    | Alfred Trassy-Paillogues | UMP puis LR | Ingénieur civil Maire de Yerville (1983 → ) Député de la Seine-Maritime (10e circ.) (1993 → 1997 et 2002 → 2012) Conseiller général d'Yerville (1982 → 2015) Conseiller départemental d'Yvetot (2015 → ) Vice-président du conseil général (1994 → 1998) Vice-Président du Pays du Plateau de Caux Maritime[Quand ?] Réélu pour le mandat 2014-2020 |

### Compétences
L'intercommunalité exerce les compétences qui lui ont été transférées par les communes membres, dans les conditions fixées par le code général des collectivités territoriales.
« L’intercommunalité  a  fait  le  choix  de  prendre  à sa  charge  le  minimum  de  compétence,  ne  voulant pas se 
substituer à l’initiative des communes en matière de gestion territoriale ».
Ces compétences sont  : 
- Actions de développement économique : zones d’activité reconnues d'intérêt communautaire, et notamment celle du Bois de l’Arc Nord ;
- Aménagement de l'espace : 
  - préservation et l’aménagement concerté des espaces ruraux d’intérêt communautaire ;
  - élaboration du Schéma de Cohérence Territoriale (SCOT) en collaboration avec d’autres communautés de communes ;
- Protection et mise en valeur de l’environnement : collecte, l’élimination et la valorisation des ordures ménagères ;
- Politique du logement et du cadre de vie : 
  - Programme local de l'habitat (PLH) ;
  - Dynamiser le secteur économique local en permettant aux entreprises locales d’intervenir sur les chantiers de rénovation ;
- Tourisme, et notamment  l’office de tourisme de Yerville ;
- Aménagement numérique[9].

La communauté a pris la compétence en matière d'éoliennes, malgré l'opposition de certaines des communes membres,.

### Régime fiscal et budget
L'intercommunalité est financée par une fiscalité additionnelle aux impôts locaux des communes, sans FPZ (fiscalité professionnelle de zone) et sans FPE (fiscalité professionnelle sur les éoliennes).